# Neoseiulus melinis
Neoseiulus melinis är en spindeldjursart som beskrevs av Lofego och Moraes 2003. Neoseiulus melinis ingår i släktet Neoseiulus och familjen Phytoseiidae. Inga underarter finns listade i Catalogue of Life.